# Susan Napier
Susan Napier (nacida un 14 de febrero en Auckland, Nueva Zelanda) es una popular escritora de más de 30 novelas románticas para Mills & Boon desde 1984.

## Biografía
Napier trabajó como reportera en el periódico Auckland Star, donde conoció a su futuro marido, Tony Potter, reportero en jefe. Tuvieron dos hijos, Simon y Ben.
Más de 30 de sus novelas han sido publicadas y se han traducido en más de 20 idiomas. Romantic Times ha descrito su trabajo como "multi-capas" con "bien definidos personajes y conflicto dominante". Ha sido dos veces nominada para el premio Romantic Times Reviwer's Choice Award, en 1996 por Reckless Conduct, y en 1997 por la Mistress of the Groom.

### Novelas
- Sweet Vixen, 1984
- Sweet As My Revenge, 1985
- The Counterfeit Secretary, 1986
- The Lonely Season, 1986
- Reasons Of The Heart, 1988
- Another Time, 1989
- The Love Conspiracy, 1990
- Bewitching Compulsion, 1990
- Fortune's Mistress, 1991
- No Reprieve, 1991
- Deal Of A Lifetime, 1992
- Devil To Pay, 1992
- Tempt Me Not, 1993
- The Hawk And The Lamb, 1994
- The Cruellest Lie, 1994
- Phantom Lover, 1994
- Savage Courtship, 1995
- The Sister Swap, 1996
- Breaking/Making Up: Vendetta, 1997
- Mistress of the Groom, 1997
- In Bed With The Boss, 1999
- The Revenge Affair, 1999
- The Mistress Deception, 2000
- Secret Seduction, 2000
- A Passionate Proposition, 2001
- Mistress For A Weekend, 2006

### Serie The Marlows
1. Love In The Valley, 1985
2. True Enchanter, 1988
3. Winter of Dreams, 1993
4. A Lesson In Seduction, 1997

### Serie Multi-autor Year Down Under
- Secret Admirer, 1993

### Serie Multi-autor 9 to 5
- Reckless Conduct, 1996

### Serie Multi-autor Do Not Disturb
- Honeymoon Baby, 1998